# Punjab, Ấn Độ
Punjab là một bang miền Bắc Ấn Độ, là một phần của vùng Punjab lớn hơn. Bang này tiếp giáp với Jammu và Kashmir về phía bắc, Himachal Pradesh về phía đông, Haryana về phía nam và đông nam, Rajasthan về phía tây nam, và tỉnh Punjab (Pakistan) về phía tây. Thủ phủ đặt tại Chandigarh, một lãnh thổ liên bang và là đồng thủ phủ của bang lân cận Haryana.
Sau sự chia cắt Ấn Độ năm 1947, tỉnh Punjab của Ấn Độ thuộc Anh bị phân chia giữa Ấn Độ và Pakistan. Punjab thuộc Ấn Độ được chia ra ba phần dựa trên cơ sở ngôn ngữ vào năm 1966. Vùng nói tiếng Haryana (thường được xem là một phương ngữ tiếng Hindi) được tách ra thành Haryana, vùng đồi núi và vùng nói tiếng Pahar được tách ra thành Himachal Pradesh, phần còn lại nói tiếng Punjab là bang Punjab hiện nay. Punjab là bang duy nhất mà tín đồ Sikh giáo chiếm đa số tại Ấn Độ (57,69% dân số toàn bang). Trồng trọt chăn nuôi là ngành kinh tế chính của Punjab.
Kinh tế còn dựa trên chế tạo dụng cụ khoa học, hàng hóa nông sản, sản phẩm điện tử, dịch vụ tài chính, chi tiết máy, vải, máy khâu, đồ thể thao, sản xuất phân bón, xe đạp, quần áo, chế biến dầu thông, tinh bột và đường, cũng như du lịch.